# ガッルーラ

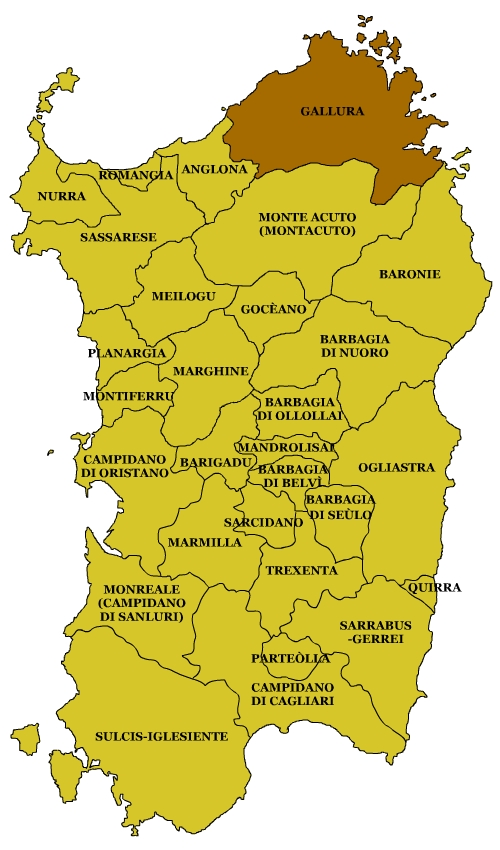
濃色のところがガッルーラ

ガッルーラ（Gallura, 現地ではガッドゥーラ、以下括弧内同様）はイタリア・サルデーニャ島北部の地理・文化面での一地域である。主要都市はオルビア（テッラノア）、テンピオ・パウザーニア（テンピュ）、ラ・マッダレーナ（ア・マッダレーナ）、アルツァケーナ、カランジャーヌス（カラニャニ）。この地域は2005年からオルビアとテンピオ・パウザーニアを県都とする、オルビア＝テンピオ県の一部となった。
地元住民はガッルーラ語と呼ばれるサルデーニャの言語（コルシカ語と近縁）を使用している。
オルビアには空港と港がある。コルク、花崗岩、食品の各産業がオルビアやテンピオ・パウザーニアにある。また、コスタ・ズメラルダとマッダレーナ諸島には観光業がある。